# اتل اندرسون
اتل کمبل لوئیز اندرسون (زادهٔ ۱۶ مارس ۱۸۸۳) متخلص به میسون یک شاعر، مقاله‌نویس، رمان‌نویس و نقاش استرالیایی اوایل قرن بیستم بود. او خود را عمدتاً یک شاعر می‌دانست، اما امروزه بیشتر به خاطر داستان‌های طنز و کنایه‌آمیزش شناخته می‌شود. اندرسون به عنوان یک نویسنده برجسته، هنرمند مدرنیسم و مفسر هنری توصیف شده است.

## زندگی و حرفه
اتل اندرسون در حومه لیمینگتون، در وارویک شایر انگلستان، از پدر و مادری استرالیایی که سایرس میسون و لوئیز کمپبل نام داشتند در تاریخ ۱۶ مارس ۱۸۸۳ به دنیا آمد. خانواده او به استرالیا مهاجرت کردند و او در سیدنی و در ملک پدربزرگش در نزدیکی پیکتون بزرگ شد. او هم در خانه و هم در مدرسه دخترانه و هم در کلیسایی در سیدنی انگلستان تحصیل کرد.
اندرسون در ۸ اکتبر ۱۹۰۴ با سرتیپ آستین توماس اندرسون در بمبئی ازدواج کرد و در آنجا او را در ماموریت‌هایش همراهی می‌کرد. در سال ۱۹۰۷ آنها صاحب یک دختر به نام بتیا شدند.
در آغاز جنگ جهانی اول، شوهرش به فرانسه فرستاده شد و اندرسون به کمبریج نقل مکان کرد، جایی که او در کالج داونینگ نقاشی خواند و برخی از کارهای خود را به نمایش گذاشت.
هنگامی که در انگلستان بود به گروه کمبریج پیوست و با هنرمندانی مانند سر ویلیام روتنشتاین همکاری کرد. او نقاشی‌های دیواری برای کلیساهای انگلیسی می‌کشید و باشگاه هنرها و صنایع دستی جوان ورسترشر را تأسیس کرد.
اتل و همسرش برای مدتی در ووسسترشر زندگی کردند و پس از بازنشستگی شوهرش از ارتش در سال ۱۹۲۴، به استرالیا نقل مکان کردند و در تورامورا زندگی کردند. از سال ۱۹۲۷ سرتیپ اندرسون منشی چندین فرماندار ایالتی شد.
او در سیدنی با نوشتن در مورد آثارشان، برپایی نمایشگاه‌ها در خانه‌اش، برپایی نمایشگاه‌ها در مکان‌های دیگر و افتتاح نمایشگاه‌ها، یکی از حامیان مهم هنر مدرن و نقاشان مدرنیستی چون گریس کاسینگتون اسمیت، دوریت بلک، رولاند واکلین و روی دو مایستر شد. او مقالاتی در مورد هنر مدرن و هنرمندان در نشریات مختلف استرالیا نوشت. نمایشگاهی از آثار رولاند واکلین در منزل وی برپا شد. در سال ۱۹۳۰ او خانه‌اش را از مبلمان خالی کرد تا نمایشگاهی از نقاشی‌های واکلین برگزار کند.
در تورامورا، اتل اندرسون اتحادیه نقاشان دیوار تورامورا را در سال ۱۹۲۷ تأسیس کرد. رئیس کلیسای سنت جیمز، سیدنی از او خواست تا به تزئین کلیسای کوچک کودکان کمک کند و طرحی برای آن طراحی کند که این کار توسط گروه هنرمندان تحت نظارت او در سال ۱۹۲۹ اجرا شد.
در ۱۶ مارس ۱۹۳۲، او نمایشگاه افتتاحیه مرکز هنر مدرن را که توسط دوریت بلک در خیابان مارگارت، سیدنی تأسیس شد، افتتاح کرد تا به آموزش و ترویج ایده‌های کوبیستی آموخته شده در طول سفر تحصیلی دوریت بلک به فرانسه بپردازد. اندرسون همچنین دربارهٔ آثار هنرمندان معاصر برای مجلاتی مانند مجله هنر در استرالیا می‌نوشت. شعر و داستان‌های او در مجلات مختلفی چون: مجله اسپکتیتر، مجله پانچ، مجله کورن هیل، مجله آتلانتیک، روزنامه سیدنی مورنینگ هرالد و مجله بولتن منتشر می‌شدند. شعرهای او تحت تأثیر دانش او از ادبیات فرانسه و آثار مدرنیستی بسیار قابل توجه بودند. یکی از شعرهای او به صورت آهنگی با نام "هاجر" توسط جان آنتیل تنظیم شد.
مرگ همسرش در سال ۱۹۴۹ به این معنی بود که او باید خود مخارج زندگی خود را تأمین می‌کرد. او با نوشتن اولین رمان خود در بولتن توانست درآمد کسب کند. سرانجام او در ۴ اوت ۱۹۵۸ در سیدنی درگذشت.